# Cystomastacoides kiddo
Pour les articles homonymes, voir Kiddo.
Espèce
Cystomastacoides kiddo est une espèce de guêpes parasitoïdes de la famille des Braconidae qui a été découverte dans le cadre d'un programme de récolte d'insectes en Thaïlande de 2006 à 2008. L'épithète spécifique s'inspire du personnage de Beatrix Kiddo dans le film Kill Bill de Quentin Tarantino, par suite d'une certaine ressemblance de comportement et de couleurs. C'est la seule espèce du genre Cystomastacoides présente en Thaïlande. Comme chez tous les autres membres de la famille des Braconidae, la femelle de l'espèce pond ses œufs dans le corps d'autres insectes, tels qu'une chenille, pour que les larves se nourrissent du corps de leur hôte,.

## Systématique
L'espèce Cystomastacoides kiddo a été initialement décrite en 2012 par Donald L. J. Quicke (d) & Buntika Areekul Butcher (d) dans une publication rédigée conjointement avec M. Alex Smith (d) et Jan Hrček (d).

## Découverte et étymologie
Cystomastacoides kiddo a été décrite à partir de l'holotype de sexe féminin découvert dans le parc national Thung Salaeng Luang (en), dans la province de Phetchabun, en Thaïlande. Ce spécimen a été recueilli dans le cadre du programme TIGER (Thailand Inventory Group for Entomological Research) visant à recueillir des insectes dans 25 parcs nationaux de Thaïlande de 2006 à 2008. La description scientifique a été publiée le 19 mai 2013 par Donald L. J. Quicke, du Musée d'histoire naturelle de Londres, et Buntika Areekul Butcher, de l'université Chulalongkorn, en Thaïlande. L'espèce doit l'épithète de son nom à son mode de reproduction mortel pour l'hôte, car ce mode a rappelé aux scientifiques la tueuse à gages Beatrix Kiddo, protagoniste du film  Kill Bill,. De plus, la couleur du corps de cette guêpe rappelle la combinaison jaune à bandes noires de Kiddo.

## Description

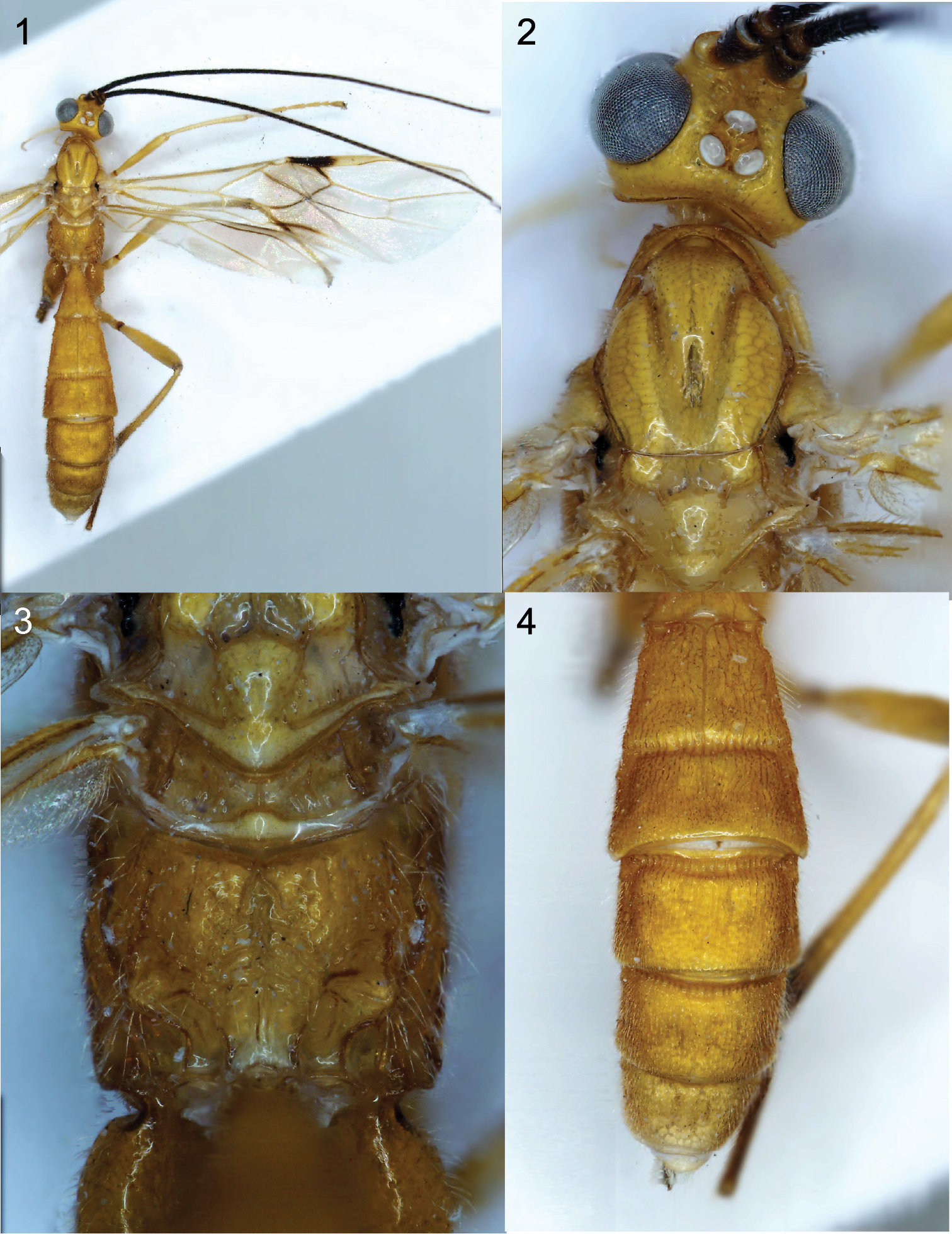
1. Habitus, 2. tête et mésosome antérieur, 3. propodeum, 4. tergites métasomales.

Le corps de C. kiddo est jaune brun pâle. L'avant de la tête est saillant et présente des stries transversales nettes. La paire d'yeux composés est clairement de couleur bleue. La surface de la tête (mésosome) est jaune brillant et porte trois pointes blanches distinctes. Ces pointes et les appendices présentent des bandes transversales noires, d'où une ressemblance avec la combinaison jaune à bandes noires de Kiddo. Le corps mesure 9 mm de long, à l'exclusion des antennes. Les deux antennes sont exceptionnellement longues par rapport au reste du corps, car elles mesurent jusqu'à 12 mm. Elles sont noires sur toute leur longueur. La guêpe a deux paires d'ailes, les antérieures et les postérieures. Les premières sont plus grandes ; elles mesurent 8 mm de long. La membrane alaire est presque entièrement hyaline et blanchâtre, tandis que la nervation alaire est surtout jaune brunâtre. Il y a trois paires de pattes. L'abdomen se divise en six tergites.

## Comportement
C. kiddo est une guêpe typique de la super-famille des Ichneumonoidea, qui sont connues pour leur mode de reproduction mortel. La femelle est un  parasitoïde qui fait ses proies d'autres insectes pour y déposer ses œufs à l'aide d'un long oviscapte en forme de seringue. Les œufs s'y transforment en larves, et celles-ci se nourrissent en mangeant leur hôte de l'intérieur pour en sortir sous forme de guêpes adultes,.

## Publication originale
- (en) Donald Quicke, M. Alex Smith, Jan Hrcek et Buntika Areekul Butcher, « Cystomastacoides van Achterberg (Braconidae, Rogadinae): first host record and descriptions of three new species from Thailand and Papua New Guinea », Journal of Hymenoptera Research, Washington, Pensoft Publishers (d) et inconnu, vol. 31,‎ 19 mars 2013, p. 65-78 (ISSN 1070-9428 et 1314-2607, OCLC 28308627, DOI 10.3897/JHR.31.3385, lire en ligne).